# Уношевское сельское поселение
Уношевское сельское поселение — муниципальное образование в северо-западной части Гордеевского района Брянской области. Центр — село Уношево.
Образовано в результате проведения муниципальной реформы в 2005 году, путём слияния дореформенных Уношевского и Ямновского сельсоветов.

## Население
| 2010  | 2011  | 2012  | 2013  | 2014  | 2015  | 2016  | 2017  | 2018  |
| ----- | ----- | ----- | ----- | ----- | ----- | ----- | ----- | ----- |
| 1309  | ↘1300 | ↘1260 | ↘1199 | ↘1172 | ↘1070 | ↘1066 | ↘1046 | ↗1054 |
| 2019  | 2020  | 2021  |       |       |       |       |       |       |
| ↘1037 | ↘1025 | ↘1000 |       |       |       |       |       |       |

## Населённые пункты
| № | Населённый пункт | Тип     | Население |
| - | ---------------- | ------- | --------- |
| 1 | Алисовка         | деревня | ↘83       |
| 2 | Антоновка        | деревня | ↘63       |
| 3 | Кузнецы          | село    | ↘215      |
| 4 | Уношево          | село    | ↘398      |
| 5 | Фёдоровка        | деревня | ↘20       |
| 6 | Хармынка         | деревня | ↘137      |
| 7 | Чернетовка       | деревня | ↘11       |
| 8 | Ямное            | деревня | ↘272      |